# Humenec (Praha)
Humenec je zaniklá ves, která stávala na sever od Hloubětína. Její pozemky ležely mezi územím Hloubětína, Kyjí, Vysočan, Kbel a Satalic. Je zmiňována poprvé v roce 1207 spolu s Hloubětínem jako majetek řádu německých rytířů vykoupený roku 1233 královnou Konstancií a darovaný v roce 1235 křižovníkům s červenou hvězdou. 
Humenec byl zabrán na počátku husitské doby pražany, od nichž jej získal staroměstský měšťan Vaněk Krabec, který jej v roce 1432 pronajal novoměstskému měšťanu Ondřejovi, ale po čase se stal Humenec opět majetkem křižovníků. Osada zanikla v 16. století.
Osadu a její polohu připomíná hloubětínská ulice V Humenci.